# Perigonia lefebvraei
Perigonia lefebvraei là một loài bướm đêm thuộc họ Sphingidae. Nó được tìm thấy ở Cuba và Cộng hòa Dominica.
Nó giống với Perigonia lusca lusca'.
Ấu trùng ăn Ferdinandusa angustata và Guettarda.